# Кікнадзе Арчіл Самуїлович
Арчіл Самуїлович Кікнадзе (нар. 16 березня 1915, Чхері, Кутаїська губернія, Імереті, Російська імперія — пом. 27 червня 1967, Тбілісі, СРСР) — грузинський футболіст, захисник і півзахисник. Заслужений майстер спорту.
З 1934 по 1936 рік виступав за команду Закавказького індустріального інституту. Своєю грою привернув увагу керівництва тбіліського «Динамо», кольори якого захищав до 1949 року. Дворазовий віце-чемпіон чемпіонату СРСР, фіналіст кубка СРСР. Всього провів 151 ліговий матч. В 1948 році отримав спортивне звання «Заслужений майстер спорту» (разом з одноклубниками Григорієм Гагуа, Віктором Панюковим і Сергієм Шудрою).
Працював з юнацькою збірною Грузії, яка двічі здобувала перемоги на всесоюзних змаганнях. Помічник старшого тренера тбіліського «Динамо» Гайоза Джеджелави у 1956–1957 роках. Заслужений тренер Грузії (1962).
Досягнення:
- Другий призер чемпіонату СРСР (2): 1939, 1940
- Третій призер чемпіонату СРСР (2): 1946, 1947
- Фіналіст кубка СРСР (1): 1946

Статистика:
| Сезон  | Ліга | Ліга | Кубок | Кубок |
| Сезон  | І    | Г    | І     | Г     |
| ------ | ---- | ---- | ----- | ----- |
| 1937   | 6    | 0    | 1     | 0     |
| 1938   | 13   | 0    | 5     | 0     |
| 1939   | 13   | 0    | 2     | 0     |
| 1940   | 24   | 0    | —     | —     |
| 1941   | 9    | 0    | —     | —     |
| 1944   | —    | —    | 1     | 0     |
| 1945   | 17   | 0    | ?     | 0     |
| 1946   | 19   | 0    | 4     | 0     |
| 1947   | 16   | 0    | 1     | 0     |
| 1948   | 21   | 0    | 3     | 0     |
| 1949   | 22   | 0    | 0     | 0     |
| Усього | 160  | 0    | 17    | 0     |